# فرانسیس رابرت جپ
فرانسیس رابرت یاپ (انگلیسی: Francis Robert Japp; ۸ فوریهٔ ۱۸۴۸ – ۱ اوت ۱۹۲۵) شیمیدان اهل پادشاهی متحد بریتانیای کبیر و ایرلند بود. واکنش یاپ–کلینگمان در شیمی آلی به نام وی نامگذاری شده است.
وی همچنین برندهٔ جوایزی همچون همکار انجمن سلطنتی شده‌است.